# Brides of Destruction
Brides of Destruction var ett amerikanskt hårdrocksband bildat 2002 i Los Angeles, bestående av bland andra Nikki Sixx från Mötley Crüe och Tracii Guns från L.A. Guns.

## Medlemmar
Senaste medlemmar
- Tracii Guns – sologitarr (2002–2006)
- London LeGrand – sång (2002–2006)
- Scot Coogan – trummor, slagverk (2003—2006)

Tidigare medlemmar
- Nikki Sixx – basgitarr (2002–2004)
- Kris Kohls – trummor, slagverk (2002–2003)
- Adam Hamilton – keyboard (2002)
- John Corabi – rytmgitarr (2002–2003)
- Scott Sorry – basgitarr (2005)
- Ginger (David Walls) – rytmgitarr (2005)

Turnerande musiker
- Jeremy Guns – basgitarr (2005)

## Diskografi
Studioalbum
- 2004 – Here Come the Brides
- 2005 – Runaway Brides

Singlar
- 2004 – "Shut The Fuck Up" / "I Don't Care" (promo)
- 2004 – "Life" (promo)